# 文京区本郷兄弟決闘殺人事件
文京区本郷兄弟決闘殺人事件（ぶんきょうくほんごうきょうだいけっとうさつじんじけん）とは、1969年（昭和44年）4月14日に東京都文京区本郷で発生した殺人事件。
エリート大学生の兄が弟を殺害したもので、兄弟の父が代議士だったこともあり、社会に大きな衝撃を与えた。
なお事件名の「本郷」は地名であり人名（苗字）ではない。

## 事件の概要

### 大学入学まで
兄は戦時下の1945年（昭和20年）に出生、弟は戦後の1947年（昭和22年）に出生した。兄弟の父は東大卒の官僚で、事件当時は代議士、親族には元大使もいる家柄であった。
幼少時から兄弟の性格は対照的で、兄は優秀であったが体が弱くおとなしく静かで、一方、弟は運動神経が発達し腕白な少年であった。小学校のころから、兄弟の性格は合わず、進学の問題も絡み、大学入学後は反目は深まる一方になっていたという。

### 大学進学と空手修行
1963年（昭和38年）、兄は東大を受験したが不合格、翌年京都大学に進学。弟は1965年（昭和40年）から1967年（昭和42年）、東大を受験したが不合格となり、同年私立の大学に進学した。弟が3度東大に挑戦したことについては、成績でも兄を負かし見下そうとの意思があったのだろうと見られている。
1967年6月、兄は大学を休学し、福岡の道場で空手の修行をはじめた。弟は高校のころから空手を習っており、大学入学後はボディビルもはじめていた。兄も弟に対抗して大学入学後、空手部に入っていたが、休学までして修行に打ち込んだもので、同年秋には初段に進んだ。

### 1度目の決闘
1968年（昭和43年）3月30日、空手修行を終え、上京した兄は、都内の空手道場で弟と出くわす。その後、空手で決闘をしようとの話となり、人のいない大学のグラウンドで兄弟の決闘が行われた。この決闘の結果について、弟は「コテンパンにやっつけてやった」と人に語ったといい、兄については、「勝負はついていない」と友人に語ったとも、父に対し弟に叩きつけられたと泣いて報告したともいう。

### 兄の全共闘への反発
1968年4月に、兄は大学に復学するが、当時の京都大学は学園紛争の渦中にあった。しかし、目上を敬い、秩序の保持を信念とし、ゆえに弟とも決闘した兄は、学生たちに反発。右翼を自称し、天皇擁護論を唱え、全共闘の学生を怒鳴りつけるなどしていた。昭和44年（1969年）2月16日、全共闘の学生らが京大の時計台封鎖の挙に出ると、兄は妨害派に加わり、投石などのゲバルト活動に参加。空手初段の兄は、味方から引きとめられるほどであったという。

### 事件前日からの動き
1969年（昭和44年）4月13日、兄は、1月に購入していた登山用ナイフ2本（刃体の長さ14.3センチメートル）の皮製の鞘を背広の内ポケットに縫い付けた上で、上京した
。
後の兄自身の供述によると、両親の勧告により兄弟は和解することとなったが、兄は自分優位での決着を望み、弟の態度によっては半殺しにしてもいいと、登山ナイフを買ったのだという。
東京に着いた兄は、翌14日昼過ぎ、弟にあてて、午後6時半安田講堂前に来い、との決闘状ともいえる電報を打つ。その日の夕刻、安田講堂前で会った兄弟であったが、父と選挙区から帰京して間もなかった弟が決闘の延期を申し入れたため、兄は弟を連れて、予約していた本郷の旅館へと戻った。

### 事件の発生
兄弟は、旅館の部屋で食事をし、飲酒しながら、次の決闘をいつにするかといった話をしていたが、午後11時ころ、弟が兄を挑発。逆上した兄は、所携の登山ナイフで弟を刺して殺害した。午後11時15分ころ、旅館が警察に通報し、警視庁本富士警察署の警察官が現場に急行したときには、弟はすでに死亡していた。弟の体には17か所に及ぶ刺創があり、心臓に達する刺創が致命傷となっていた。現場には、血のついた登山ナイフを持った兄がおり、兄は警察官に自分の名を名乗ってナイフを差し出し、直ちに逮捕された。

### 刑事裁判
兄は、殺人及び銃砲刀剣類等所持取締法違反で東京地方裁判所に起訴された。第1回公判で、兄は殺害の計画性を否定、弁護人は精神鑑定を求め、地裁は鑑定を認めた。精神鑑定をめぐり争われた事件であったが、1971年（昭和46年）3月3日、東京地裁は、兄の刑事責任能力を認めたものの、心神耗弱であったとして懲役6年（求刑懲役10年）の判決を言い渡した。

### 選挙への影響
代議士の父はしばらく謹慎していたが、地元への報告会の後、同情の声が起こり、次期選挙への出馬を求める2万人超の署名が集まった。父は、年末の選挙に出馬、家族の不祥事の謝罪行脚を行い、当選した。

## 事件に対する分析
この事件については、戦前の父権主義が薄れ、長幼の序といった価値観も失われる一方、1960年代のこのころには、激化した効率優先の競争原理が学校や家庭にも入りこみ、このような時代背景が兄弟を争わせ殺人事件にまで発展したとの分析がある。そのような事件の具体例として、この事件とともに、1964年（昭和39年）7月15日、父が大学教授、母が検事という家庭で、高校生の長男が、同じく高校生の次男の頭を鉈で割って殺害した事件が挙げられている。
また、秩序を守り従うという兄の信念が、弟のみならず当時の学園紛争によって破壊されたことが事件の背景にあるとの分析や、秩序派というべき兄に対し、暴力派というべき全共闘と弟が重なって見えたとの分析もなされている。

## 関連文献
- 別役実「犯罪・その表情と構造」現代詩手帖12巻6号30-34頁